# Hocus-Pocus and Frisby
Hocus-Pocus and Frisby este episodul 95 (sezonul 3, numărul 30) al serialului american Zona crepusculară. A fost difuzat pe data de 12 aprilie 1962.

## Prezentare

### Introducere
| “ | Gentilomul șovăitor cu gura-spartă este domnul Frisby. Are puterea unui arbore cu came defect și acreala agresivă a unui cadavru. După cum ați înțeles fără îndoială, marele său câștig în comerț este o poveste fabricată. Ce nu știe în clipa de față este că vizitatorii din fața clădirii sunt o rasă foarte specială, menită să-i schimbe viața atât de mult încât nici măcar imaginația sa fecundă n-ar putea să conceapă. Locul este Pitchville Flats, în prezent. Dar domnul Frisby se află în prima etapă a unei călătorii ciudate într-un loc pe care-l numim Zona crepusculară. | ” |

### Intriga
Somerset Frisby deține un magazin universal⁠(d)/benzinărie într-un orășel, acesta fiind cunoscut de către locuitorii săi pentru poveștile exagerate⁠(d) despre experiențele sale - de la faptele eroice săvârșite în timpul războiului la invențiile realizate, respectiv la sfaturile oferite președinților și industriașilor. Prietenii săi se întâlnesc deseori în magazin pentru a-i asculta povestirile amuzante pe care le istorisește, în timp ce cântă la muzicuță.
Într-o seară, aproape de încheierea programului, creaturi de pe altă planetă deghizate în oameni îl ademenesc pe nava lor spațială. Acestea vor să-l adauge pe Frisby la colecția lor de specimene. Extratereștrii, care îi iau de bună vorbele, au auzit că Frisby are opt diplome de doctorat și pentru ei reprezintă un exemplu incredibil al rasei umane. Ignorând scuza sa că întârzie la masa de seară, extratereștrii insistă ca Frisby să-i însoțească pe planeta lor.
Acesta susține că este pur și simplu un mincinos fără măsură, dar creaturile nu înțeleg noțiunea de minciună și îi cer să rămână liniștit până la plecare. Nefiind capabil să-i convingă pe extratereștri să-l elibereze, Frisby decide să se relaxeze cântând la muzicuță și descoperă că sunetul le produce dureri atroce creaturilor. După ce doi sau trei extratereștri își pierd cunoștința din cauza melodiei, cei rămași îi permit acestuia să scape. Frysby aleargă înapoi la magazinul său universal, unde prietenii săi au organizat o petrecere surpriză de ziua sa de naștere. Când încearcă să le spună ce s-a întâmplat, aceștia sunt amuzați de vorbele sale, considerându-le o altă poveste fabricată de Frisby.

#### Porecle
Domnul Frisby menționează adesea porecle pe care le-ar fi primit pe parcursul vieții sale. Aceste porecle includ (ordonate după cum au fost menționate):
- „Ol’ Infilatin’ Frisby”
- „Old Cumulus Frisby”
- „Ol' Arhimede Frisby”
- „Rear-Engine” și „Ol’ Rear-Engine Frisby”
- „Stonewall Frisby” și „Stony”
- „Ol’ Rocket Sauce Frisby”
- „Old Liquid Propellant Frisby”
- „Ol’ Mile-A-Minute Frisby”

La aniversarea a 63 de ani de viață, domnul Frisby a primit cadou de la prietenii săi un trofeu, declarându-l drept „Cel mai mare mincinos al lumii”.

### Concluzie
| “ | Domnul Somerset Frisby, care ar fi putut beneficia de pe urma lecturării fabulei lui Esop⁠(d) despre un băiat care a strigat lupul⁠(d). Povestea acestei seri din regiunile păduroase ale Zonei crepusculare. | ” |